# Wingate (Brooklyn)
Wingate es un barrio en la zona centro-norte del distrito de Brooklyn en Nueva York (Estados Unidos). Está situado al este de Prospect-Lefferts Gardens, al sur de Crown Heights, al norte del Empire Boulevard, al este de la avenida Troy, al sur de Winthrop Street y al oeste de la avenid Nostrand. El barrio es parte del Brooklyn Community Board 9.
La zona fue originalmente conocida como Pigtown. Pigtown estaba situado en la periferia sur de la por entonces ciudad de Brooklyn, limitando con el pueblo de Flatbush. En los mapas modernos estaría ubicado al sur del Empire Boulevard (antigua calle Malbone), al este de Prospect Park y al norte de la calle Winthrop en el extremo sur de Crown Heights. Su nombre procede del hecho de que las granjas de cerdos más importantes que abastecía a Brooklyn estaban localizadas en la zona. Esas granjas previamente estaban más cerca del corazón de la ciudad de Brooklyn, pero posteriormente fueron trasladadas lo más cercano posible a la frontera política de la ciudad de Brooklyn.
La zona conocida como Pigtown fue el lugar del Ebbets Field, el estadio de los antiguos Brooklyn Dodgers. En Pigtown fue donde nacieron y crecieron el futuro piloto de arrancones Frederick DiNome y su hermano Richard DiNome. La zona renombrada en la década de 1950 tras la construcción del Instituto George W. Wingate.